# Antoniterkirche (Frankfurt am Main)

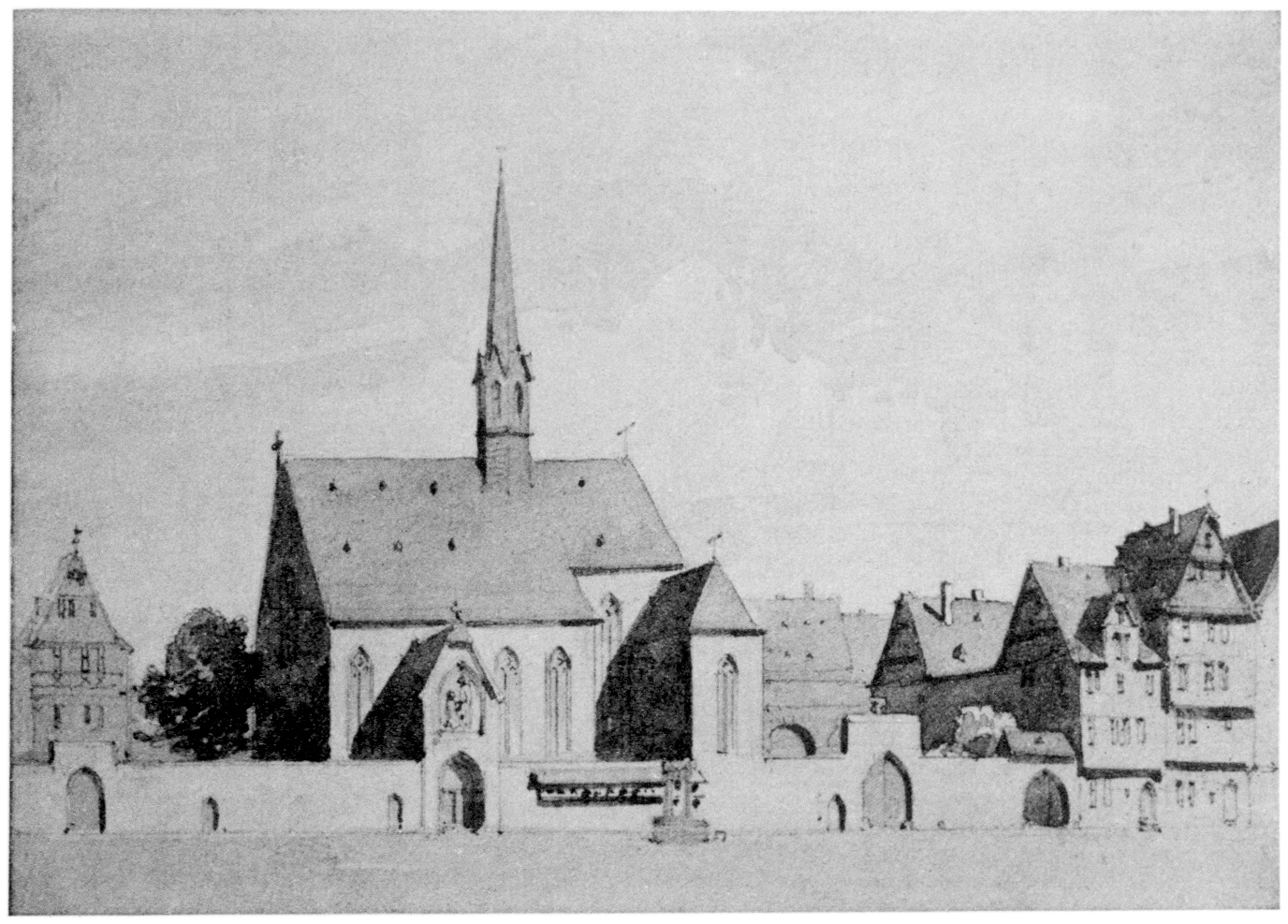
Antoniterkirche und -kloster in der Töngesgasse von Süden, Rekonstruktion von Carl Theodor Reiffenstein

Die Antoniterkirche und das zugehörige Kloster in Frankfurt am Main bestanden von 1236 bis zur Säkularisation 1802. Ab 1723 diente ein barocker Neubau auf dem Gelände zudem als Kapuzinerkirche. Der kunsthistorisch bedeutende Klosterkomplex stand in der nach ihm benannten Töngesgasse (Antonius → Tönges) in der Frankfurter Altstadt und wurde im Juni 1803 abgerissen. Heute befindet sich auf dem Gelände das 1959 eingeweihte Parkhaus Konstabler.

## Geschichte

### Kirche der Antoniter
1236 erhielt das ein Jahr zuvor gegründete Antoniterkloster in Roßdorf von dem Frankfurter Bürger Bresto eine Hofstätte vor der romanischen Staufenmauer in der Nähe der Bornheimer Pforte übertragen. Mit der Schenkung erhielten die Ordensleute zugleich das Frankfurter Bürgerrecht.
Sie errichteten auf dem Gelände einen Wirtschaftshof und um 1430 eine kleine gotische Hallenkirche mit einem einfachen Dachreiter. Nach den älteren Stadtplänen verfügte sie nur über ein vierjochiges Langhaus sowie einen Chor mit 3/8-Schluss und angebauten Strebepfeilern. Vom Inneren ist durch den Frankfurter Stadtchronisten Achilles Augustus von Lersner der Grabstein eines 1693 gestorben, namentlich unbekannten Antoniter-Präzeptors bekannt; eine Inventarliste von 1717 nannte ferner zwei Altäre, ein Tabernakel, einen Sakramentsschrank in der Mauer, eine Kanzel sowie zwei Beichtstühle. Das nördlich der Kirche gelegene Haupt- und wohl als Kloster genutzte Gebäude des Hofes besaß wie z. B. auch der Römer Staffelgiebel und stieß auf die Staufenmauer.
Anders als in Roßdorf und in Höchst am Main bestand in Frankfurt kein Hospital – die Antoniter hatten es sich zur hauptsächlichen Aufgabe gemacht, die am Antoniusfeuer Erkrankten zu behandeln und zu pflegen –, sondern die Frankfurter Niederlassung diente im Wesentlichen dem Kauf und Verkauf von Waren für den Orden während der Frankfurter Messen. Demzufolge lebten im Antoniterkloster immer nur wenige Ordensgeistliche. Die Gasse, in der das Kloster lag, nannte man bald Antonitergasse. Im Laufe der Zeit wurde dieser Name zu dem heute noch gebräuchlichen Töngesgasse verballhornt.
Anfang des 15. Jahrhunderts schuf ein unbekannter Meister, vermutlich aus der Schule Madern Gertheners, das über der Eingangspforte der Kirche gelegene Relief. Es zeigte den Besuch des Heiligen Antonius bei dem Einsiedler Paulus von Theben in der Wüste. Es galt später als künstlerisch bedeutendster Schmuck der kleinen Kirche und befindet sich heute im Historischen Museum. Matthias Grünewald, der das Kloster mehrfach besuchte, wurde davon möglicherweise zu seiner Darstellung für den Isenheimer Altar angeregt.

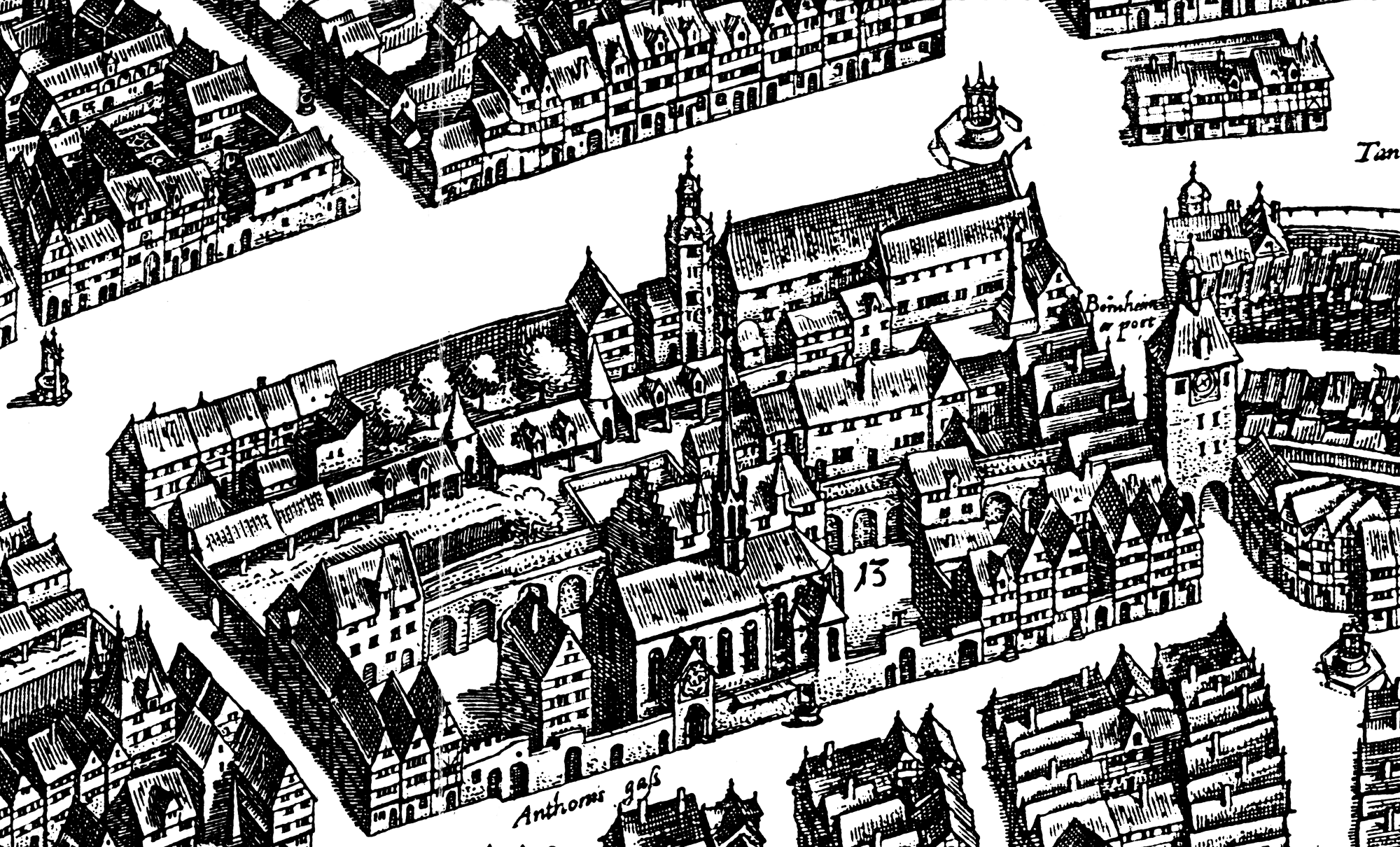
Die Antoniterkirche auf dem Merian-Stich von 1628

1441 verlegten die Antoniter ihren Roßdorfer Konvent nach Höchst. Die dortigen Geistlichen versahen von da an auch den Gottesdienst im Frankfurter Antoniterkloster, das auch nach der Einführung der Reformation 1533 in ihrem Besitz blieb, und dem die innere Ausstattung belassen wurde. In der evangelisch gewordenen Reichsstadt spielte das Kloster jedoch keine Rolle mehr. Es stand meistens leer und verfiel nach und nach.
Während des Dreißigjährigen Krieges versuchten die Jesuiten in Frankfurt Fuß zu fassen. Sie erwarben den Antoniterhof und die Kirche, mussten die Stadt jedoch auf Intervention des Frankfurter Rates bald wieder verlassen. Erfolgreicher waren die Kapuziner. Am 23. April 1628 musste der Rat auf kaiserlichen Druck sieben Ordensbrüdern den Einzug in das Kloster gestatten. Nachdem die Stadt durch schwedische Truppen besetzt worden war, beschloss der Rat am 13. Juni 1633, die verhassten Kapuziner wieder auszuweisen. Einige Jahre darauf gab der Rat das Kloster an die Antoniter zurück, die sich jedoch verpflichten mussten, keine öffentlichen Gottesdienste zu halten.

### Stadtbrand und Neubeginn unter den Kapuzinern

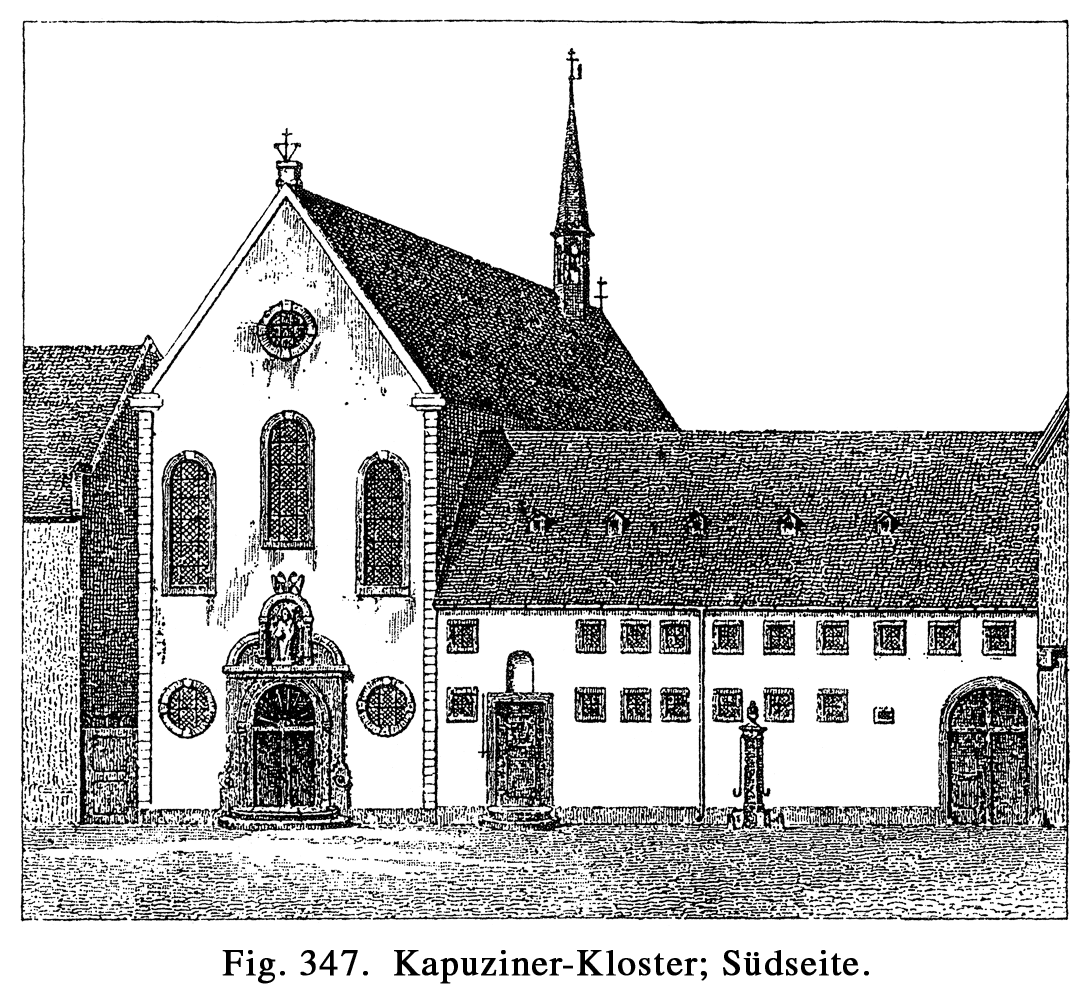
Der barocke Neubau, 1802

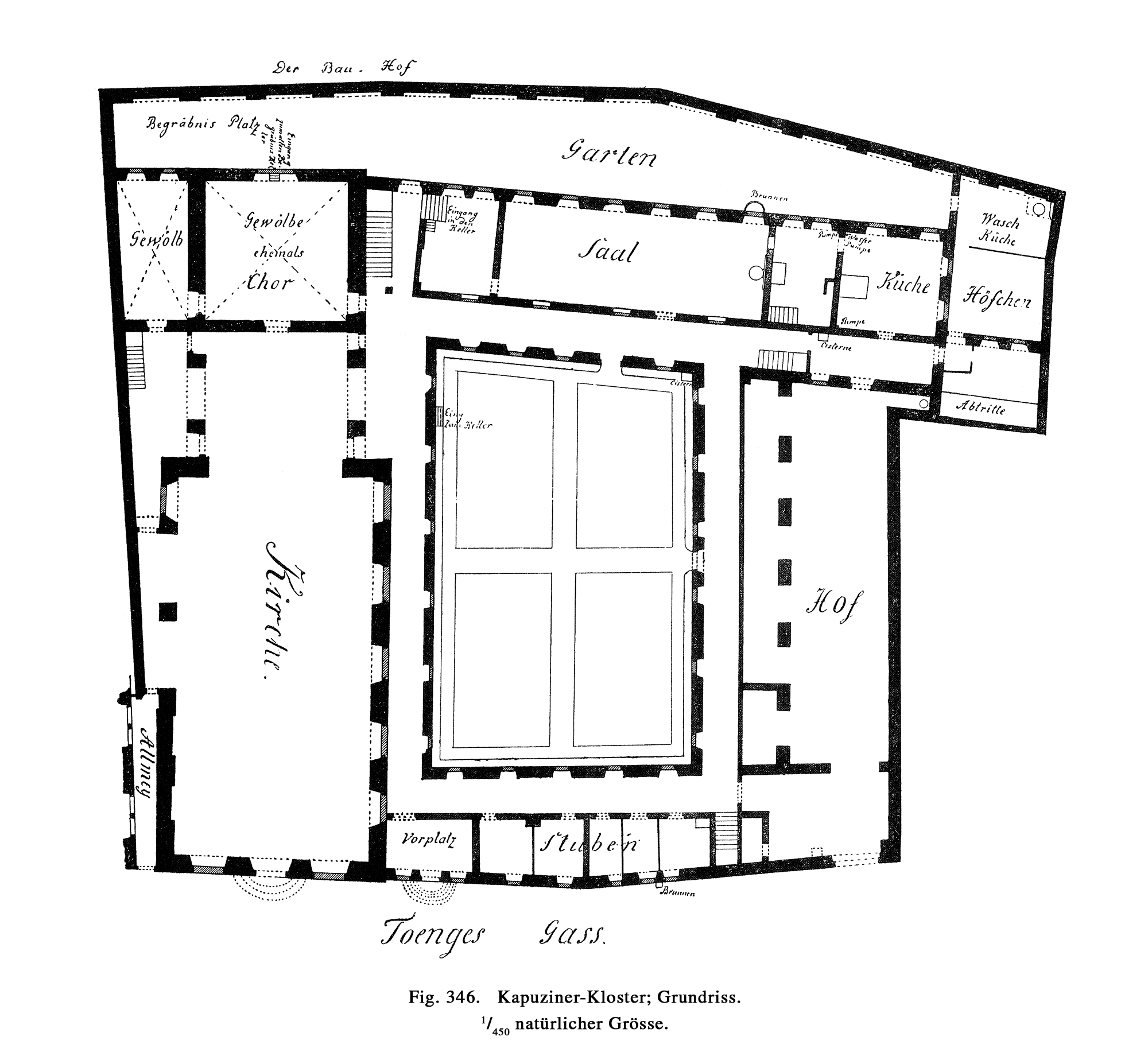
Grundriss der Anlage, 1803

Der Große Christenbrand im Juni 1719 zerstörte nahezu das gesamte Stadtviertel zwischen Zeil und Schnurgasse und zog auch das Antoniterkloster stark in Mitleidenschaft. Die Antoniter verkauften daraufhin 1723 mit kaiserlicher Erlaubnis die Ruine an die Kapuziner, die somit nach fast hundert Jahren wieder eine Niederlassung in Frankfurt besaßen. Mit stillschweigender Duldung des Rates begannen sie mit dem Wiederaufbau von Kirche und Kloster. Bereits 1725 konnte der Mainzer Erzbischof Lothar Franz von Schönborn den Neubau einweihen.
Die kleine Barockkirche setzte nicht auf die Grundmauern des gotischen Vorgängerbaus auf, sondern wurde um 90 Grad gegen den Uhrzeigersinn verschwenkt. Der Chor des Neubaus zeigt folglich nach Norden, das südliche Ende des Langhauses mit dem Haupteingang lag exakt auf Höhe der Straßenkante der Töngesgasse. 1729 erhielt die Kirche einen von Erzbischof Graf Schönborn gestifteten und von Bildhauer Cornelius Andreas Donett geschaffenen Hochaltar. Seine künstlerische Qualität wurde ebenso wie die der Seiten- und Nebenaltäre sowie der zehn großen Passionsgemälde von Zeitgenossen wie z. B. dem Kunsthistoriker Heinrich Sebastian Hüsgen als von „sehr gutem Geschmack“ gerühmt. Erhaltene Stücke zeigen deutliche Einflüsse des sich vom wuchtigen Barock lösenden Régence.
1802 fiel der ganze Gebäudekomplex bei der Säkularisation an die Stadt, die daran jedoch kein Interesse hatte und ihn im Juni 1803 auf Abbruch versteigern ließ. Käufer wurde Johann Georg von Meyer. Auf dem Grundstück errichtete Stadtbaumeister Johann Georg Christian Hess mehrere großzügige klassizistische Mietshäuser. Teile der Ausstattung kamen in andere Frankfurter Kirchen, wo sie zum Teil bis heute zu sehen sind, etwa ein Beichtstuhl in der Leonhardskirche oder ein zum Hochaltar gehörendes Kruzifix im Chor des Doms.
Nach der Zerstörung der Gebäude im Zweiten Weltkrieg – durch den ersten schweren Luftangriff auf die Altstadt am 4. Oktober 1943 – und der Beseitigung der Trümmer Anfang der 1950er Jahre lag das Gelände einige Jahre lang brach. Ende der 1950er Jahre errichteten die Architekten Meid und Romeick das am 15. September 1959 als zweites Frankfurter Parkhaus eingeweihte Parkhaus Konstabler mit 750 Stellplätzen.
Die Kapuziner kehrten 1899 mit dem Neubau von St. Antonius im südlichen Westend nach Frankfurt zurück. 1917 übernahmen sie die nur wenig westlich des ehemaligen Antoniterklosters gelegene Liebfrauenkirche, wo sich noch heute ein Kapuzinerkloster befindet.